# Karl von Freyberg (Politiker)

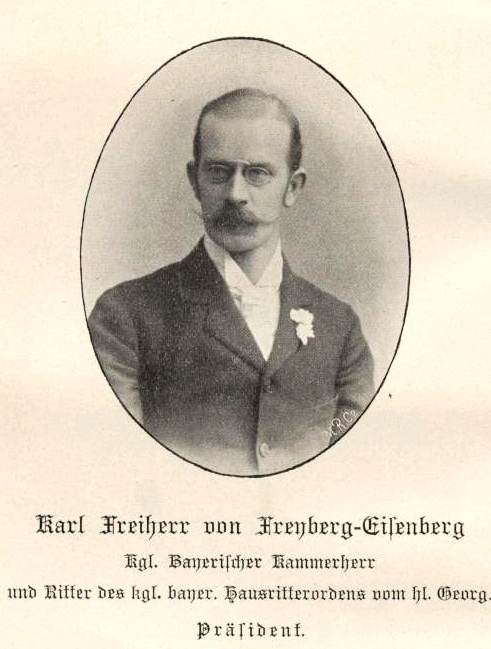
Karl von Freyberg als Präsident des Deutschen Katholikentags, 1898

Karl Leopold Maria Freiherr von Freyberg-Eisenberg zu Jetzendorf (* 15. November 1866 in Jetzendorf bei Pfaffenhofen an der Ilm; † 10. Januar 1940 ebenda) war ein deutscher Politiker und erster bayerischer Landwirtschaftsminister nach der Münchner Räterepublik.
Er stammte aus dem alten süddeutschen Adelsgeschlecht der Freyberg bzw. Freyberg-Eisenberg. Karl von Freyberg, der Schlossherr von Jetzendorf, war Brauereibesitzer, Landwirt und Mitbegründer der Raiffeisen-Organisation in Bayern. Der Freiherr bekleidete die Würden eines königlich bayerischen Kammerherrn, sowie eines Ritters des St.-Georgs-Ordens und fungierte als Präsident des 45. Deutschen Katholikentags in Krefeld 1898. von 1905 bis 1918 war er in der 19. (Wahlkreis Immenstadt), 20. und 21. Wahlperiode (jeweils für den Wahlkreis Sonthofen) Mitglied der Kammer der Abgeordneten. Von 1907 bis 1912 war er Mitglied des Reichstags für den Reichstagswahlkreis Oberbayern 4 Ingolstadt, Freising, Pfaffenhofen und die Deutsche Zentrumspartei.
Als Mitglied der Bayerischen Volkspartei amtierte Freyberg von 31. Mai 1919 bis 14. März 1920 als bayerischer Landwirtschaftsminister unter Ministerpräsident Johannes Hoffmann. Daneben war er Anfang 1920 stellvertretender Ministerpräsident und von Mai 1919 bis März 1920 Mitglied der Weimarer Nationalversammlung. Von 1919 bis 1924 war er Mitglied des Bayerischen Landtags.
In seiner Heimatgemeinde Jetzendorf ist die Karl-von-Freyberg-Straße nach ihm benannt.

## Schriften
- Die landwirtschaftliche Verschuldungsfrage in Theorie und Praxis. Schweitzer, München 1894
- Die Futtermittelwirtschaft im Kriege. Hobbing, Berlin 1919
- Signy, die Asenbraut. Romantische Abenteuer zwischen Himmel und Erde. Hirt-Verlag, 1934